# Miroslav Momčilović
Miroslav Momčilović (en serbe cyrillique : Мирослав Момчиловић, né le 11 mai 1969 à Belgrade) est un réalisateur, un scénariste et un producteur serbe.

## Carrière
Miroslav Momčilović est diplômé en dramaturgie de la Faculté d'arts dramatiques de l'Université de Belgrade. Il a fait ses débuts au cinéma en travaillant sur les films Beograd na kolenima (« Belgrade à genoux ») d'Egon Savin et dans Život iznova (« La Vie de nouveau ») de Stefan Sablić. En 2004, il a écrit le scénario de Kad porastem biću kengur (« Quand je serai grand, je serai un kangourou »), un film réalisé par Radivoje Andrić et qui a obtenu le Premier au Festival de cinéma de Vrnjačka Banja, ; en 2005, il a écrit le scénrio de Ivkova slava de Zdravko Šotra.
En 2006, Miroslav Momčilović a écrit et réalisé son premier film, Sedam i po (« Sept et demi »), dont il a été également le producteur ; ce film raconte sept histoires réunies par le fil conducteur des sept péchés capitaux ; il a comme cadre la vie ordinaire des gens de Novi Beograd, un quartier moderne de la ville de Belgrade. En 2009, doit sortir son second film, Čekaj me, ja sigurno neću doći (« Attends-moi, je ne viendrai sûrement pas ») ; il en a écrit le scénario et assuré la production.

## Récompense
En 2007, Miroslav Momčilović a remporté le prix du jury du Festival du film indépendant de Rome (RIFF).